# Aeroporto metróállomás
Az Aeroporto a lisszaboni metró piros vonalának végállomása. Az állomást a lisszaboni repülőtér kiszolgálására építették.
A Leopoldo de Almeida Rosa építész által tervezett állomás 2012. július 17-én nyílt meg az Encarnação és a Moscavide állomásokkal együtt, a vonal bővítésének részeként a lisszaboni Portela repülőtér szolgálatában.

## Metróvonalak
Az állomást az alábbi metróvonalak érintik:
- vörös vonal

## Kapcsolódó állomások
Az állomáshoz az alábbi állomások vannak a legközelebb:
- Encarnação station (São Sebastião metróállomás, vörös vonal)